# No wave
La no wave va tenir un curt període de vida però influent del punk rock centrat a Nova York durant els últims 70s i primerencs 80s. No wave va tenir un moviment abstracte i música experimental.
Els artistes classificats com no wave, generalment van tenir poca similitud musical entre ells: Els grups van treballar en diferents estils, tals com funk i jazz (James Chance), blues, música aleatòria i punk rock. Mars, Swans i The Static (Glenn Branca) van experimentar amb soroll extrem, la música droning que estava caracteritzada per repetitius drumbeats i lletres explícitament nihilistes i guitarra de tres ponts.
L'àlbum No New York, produït per Brian Eno, és el millor exemple d'aquest gènere, amb cançons de Mars, Teenage Jesús & The Jerks (Lydia Lunch), DNA i James Chance.

## Grups notables
- The Contortions
- DNA
- James Chance
- Lydia Lunch
- Mars
- Sonic Youth
- Teenage Jesus & the Jerks
- Glenn Branca
- Rhys Chatham